# Porocottus leptosomus
Porocottus leptosomus är en fiskart som beskrevs av Muto, Choi och Yoshitaka Yabe 2002. Porocottus leptosomus ingår i släktet Porocottus och familjen simpor. Inga underarter finns listade i Catalogue of Life.